# Ruente
Ruente è un comune spagnolo di 964 abitanti situato nella comunità autonoma della Cantabria, comarca di Cabuerniga. 
È bagnato dalle acque del Saja e da suoi due affluenti nel cuore del Parque Nacional Saja-Besaya ricco di boschi e di fauna selvatica.
Nonostante i suoi pochi abitanti è composto da quattro nuclei: Barcenillas, Lamiña, Ucieda, Ruente. Quest'ultimo è il capoluogo che dà il nome al comune. è il nucleo più popolato con 288 abitanti, è posto a 189 metri di altitudine sul livello del mare e dista 52 km da Santander capitale della Cantabria.
La sua economia si giova della vicinanza ai centri industriali di Cabezon de la Sal, Los Corrales de Bucena e Torrelavega e del turismo favorito dalle bellezze naturali del suo territorio e dalla sua rinomata gastronomia. Dalla ripartizione della popolazione attiva sulla base del settore d'impiego risulta che nell'agropastorale trova lavoro il 17% del totale, nell'industria il 20,1%, nell'edilizia il 20,9% e nei servizi il 42%. L'andamento demografico durante lo scorso secolo registra una tendenza al calo del numero degli abitanti che era di 1206 unità nel 1920, sceso a 937 nel 1990 e risalito poi ai 964 nel 2001. L'età media della popolazione è di 44 anni indice d'invecchiamento con prevalenza degli anziani sui giovani.

## Storia
Come per i comuni vicini si può affermare che la presenza umana nel territorio dell'attuale comune risale al Paleolitico e che continuò con lo stanziarsi delle tribù celtocantabre e dei Romani fino al Medio Evo quando, intorno all'anno 1000, si formarono le località di Barcenillas, Lamiña, Ruente e Ucieda in prossimità di chiese e monasteri. Su questi paesi i cui abitanti erano lavoratori per le vicine chiese e monasteri, ovviamente il potere era degli ecclesiastici. Nel 1351 dal Becerro de Behetrias, raccolta di dati sui privilegi e sugli obblighi di varie località cantabre, si afferma che queste località, libere del potere abbaziale, si erano convertite al regime di behetria, che consentiva agli abitanti di essere uomini liberi che si autoamministravano con governanti scelti da loro essendo però legati per motivi di difesa ai vincoli locali rappresentati dalle potenti famiglie dei de la Vega e dei Castañeda. Questa situazione cambiò sostanzialmente solo con il cosiddetto Triennio liberale dal 1820 al 1823 quando venne abolito in Spagna il regime feudale. Nel 1822 Ruente si costituì comune costituzionale nei confini attuali dipendendo dal partido judicial (distretto giudiziale) di Cabuerniga prima e poi di Torrelavega, com'è attualmente.

## Monumenti
Nel patrimonio di architettura civile si distinguono in Ruente la Casona de Cossio y Teran del XVIII secolo e, di questo stesso secolo, il Palacio de Mier e la Casa de la Nogalera, in Ucieda il Palacio de Quirós del Secolo XVIII e il Palaio de Escgedo dei secoli XVII-XVIII, in Lamiña una serie di case addossate di fianco alla via principale datate 1743, la Casa del Madero e la Casa de Velarde entrambe del secolo XVIII. Dell'architettura religiosa si distinguono le chiese di San Fructuoso la cui origine risale al IX secolo e nel XVII fu restaurata e modificata e di Nuestra Señora del Rosario del secolo XVII entrambe in Lamiña, la Magdalena del XVIII secolo in Ruente, San Sebastián in Barcenillas del XVII secolo, San Julián del XVIII secolo in Ucieda, la Capilla del Corazon de Jesus del XVIII secolo e la Ermita del Moral del XVII entrambe in Ucieda.
Notevoli anche gli Humilladeros di Ruente del XVIII secolo, di Ucieda del 1890 e di Barcenilla del XIX secolo (L'Humilladero è una grande croce decorata posta su un basamento all'ingresso dei paesi all'aperto o dentro un oratorio.

## Feste
Dichiarata di interesse turistico è la Fiesta del cocido montanés, di carattere gastronomico che si celebra la prima domenica di settembre all'aperto nella Campa de la casa del Monte in Ucieda al centro del parco naturale del Saja Besaya. La festa comincia il giorno prima con una verbena (festa notturna), alla domenica si celebra una messa solenne seguita dai Picayos  danza tradizionale collettiva in costume con canti in onore del santo celebrato accompagnati dal suono dei tamburelli e delle nacchere. I numerosi visitatori possono in seguito osservare come si confezioni il cocido di carne di maiale col contorno di verdure prodotte nella zona: patate, fagioli, cavoli e verze che essi possono assaggiare. Altre feste sono quelle, sacre e profane insieme secondo l'uso di Spagna, dedicate a Santa Maria Magdalena il 22 luglio e a San Roque il 16 agosto in Ruente, a San Sebastián il terzo venerdì di agosto in Barcenillas, a Nuestra Señora del Moral in Ucieda il terzo sabato d'agosto, a Nuestra Señora l'8 settembre in Lamiña e a San Fructuoso il giorno successivo nella stessa località.
A Ruente si svolgono il 19 marzo e l'ultima domenica di ottobre le Ferias de ganado fiere del bestiame bovino ed equino e nella feria di ottobre anche esposizione di bovini della razza Tudanca. Queste fiere sono anche occasione di feste.

## Curiosità: la leggenda della Anjana
A Ruente c'è una fontana detta la Fuentona che periodicamente smette per un po' di tempo di zampillare per riprendere poi il gettito come in precedenza. Questa raro fenomeno ha fatto sorgere la leggenda, da cui traggono spunto anche opere letterarie, che vuole che la causa di questo fenomeno sia che nella sorgente abita una Anjana, essere di sesso femminile fra i personaggi più conosciuti della mitologia cantabra. Alta circa mezzo metro, di bello aspetto, con lunghi capelli, occhi azzurri, di indole bonaria, vestita con una tunica e indossante dei sandali, abita preferibilmente presso le fontane e le sorgenti e protegge la gente perbene, gli innamorati e chi ha perso la strada nel bosco. Il suo nome deriva dal termine jana con cui venivano chiamate nel Medio Evo le streghe che potevano essere buone o cattive. Le anjanas sono le antagoniste dei crudeli e spietati ocanjanos e ojanconas. Secondo alcune versioni sono esseri celesti inviati da Dio sulla terra per compiere opere buone che fra quattrocento anni torneranno in cielo, secondo altre sono spiriti degli alberi che hanno il compito di tutelare i boschi, sono comunque specie di gnomi femminili protettrici della gente cantabra che trovano le figure equivalenti nelle xanas delle Asturie, nelle janas del Leon e nelle Lamias dei Paesi Baschi, queste ultime però prive di aspetto zoomorfo.